# Ilya Chernyshov
Ilya Chernyshov, né le 6 septembre 1985, est un coureur cycliste kazakh.

## Palmarès sur route

### Par année
- 2006
  -  Médaillé d'or du contre-la-montre par équipes aux Jeux asiatiques (avec Alexandr Dymovskikh, Dmitriy Gruzdev et Andrey Mizourov)
  - Tour d'Égypte :
    - Classement général
    - 2e étape
- 2007
  - 2e du Tour de Mainfranken
- 2008
  - 1re étape du Cycling Golden Jersy (contre-la-montre par équipes)

### Classements mondiaux
| Année           | 2005 | 2006 | 2007 | 2008 | 2009 | 2010 |
| --------------- | ---- | ---- | ---- | ---- | ---- | ---- |
| UCI Africa Tour |      | 12e  |      |      |      |      |
| UCI Asia Tour   | 182e | 141e | nc   | nc   | 263e | 308e |
| UCI Europe Tour |      |      | 474e |      |      |      |

## Palmarès sur piste

### Jeux olympiques
- Athènes 2004
  - 13e de l'américaine

### Championnats du monde
- Melbourne 2004
  - 16e de l'américaine
  - 24e du scratch
- Los Angeles 2005
  - 14e de l'américaine
  - 15e du scratch
  - 19e de la course aux points

### Jeux asiatiques
- Doha 2006
  -  Médaillé d'argent de l'américaine
  -  Médaillé de bronze de la course aux points

### Championnats d'Asie
- Nara 2008
  -  Champion d'Asie de la course aux points
- Tenggarong 2009
  -  Médaillé d'argent du scratch
  -  Médaillé de bronze de l'américaine